# Republiken Västra Florida
Republiken Västra Florida (engelska Republic of West Florida) var en kortlivad republik som existerade i cirka tre månader 1810.
USA och Spanien förde under en tid förhandlingar gällande området. Under tiden etablerade sig amerikanska och engelska nybyggare i området och dessa motsatte sig den spanska kontrollen över kolonin. Den 23 september 1810 stormas den spanska garnisonen i Baton Rouge av rebeller som reser den nya republikens flagga, kallad Bonnie Blue Flag, en ensam vit stjärna mot en blå bakgrund, över garnisonen.
Gränserna till Republiken Västra Florida utgjordes av områden söder om 31:a breddgraden, väster om Perdidofloden, öster om Mississippifloden, men norr om Pontchartrainsjön. Den södra gränsen utgjordes av Mexikanska golfen. Huvudstaden var St. Francisville. Konstitutionen var till stor del baserad på USA:s konstitution. Enligt denna skulle områdets officiella namn vara Staten Florida (engelska State of Florida). Trots namnet så utgjorde republikens områden inget av dagens Florida. Den första, och enda, guvernören av republiken var Fulwar Skipwith. 
Den 27 oktober 1810 deklarerade USA:s president James Madison att republiken ansågs vara en del av Louisianaköpet (se även USA:s territoriella expansion) och annekterade området. Fulwar Skipwith svor att han var villig att dö i försvar av “den ensamma stjärnan” (refererande till republikens flagga) men till slut accepterade han dock annekteringen.